# Дагоберт II
Дагоберт II (лат. Dagobert II;, 651 —23 грудня 679) — король Австразії у 676—679 роках.

## Життєпис

### Молоді роки
Походив з династії Меровінгів. Син Сігіберта III, короля Австразії, та Хімнехільди. Був доволі пізньою дитиною у королівській родині. Тому трохи раніше батько Дагоберта всиновив Хільдеберта, сина Грімоальда Старого, мажордома Австразії. У 656 року помер Сігіберт III, після чого Грімоальд при підтримці єпископа Дезидерія, єпископа Пуатьє, поставив королем Хільдеберта, а Дагоберту наказав вистригти тонзуру та відправив до монастиря в Ірландії.
Дитинство провів в монастирі Слана поблизу Дубліна, де він отримав найкращу освіту, ніж йому могли б дати в Австразії. У 666 році він одружився з кельтською принцесою Мехтільдою. Потім перебрався до королівства Нортумбрія, де подружився з єпископом Вілфрідом Йоркським, який став його радником.
У 671 році, після смерті першої дружини, Дагоберт повернувся на континент, де йому підшукали в подружжя Гізелу, дочку Бери, графа Родезу. У 676 році повернувся до Австразії, де за підтримки мажордома Вульфоальда повалив короля Хлодвіг III, переміг Етроїна, мажордома Нейстрії, і зайняв трон.

### Королювання
На відміну від попередників — «лінивих королів», правив сам. Був доволі жорстким, підпорядкувавши собі зворохоблену знать і поклавши край анархії. За три роки царювання король нажив собі безліч ворогів. Крім того, згідно з легендою, Дагоберт II зібрав в Ренн-ле-Шато незліченні скарби, готуючись до завоювання Аквітанії, втраченої Меровінгами 40 років тому. Проте зробити це король не встиг.
У 679 році проти Дагоберта II дозріла змова. 23 грудня 679 року під час полювання в лісі Вевр поблизу Вердена король від втоми заснув під деревом біля струмка. І тоді один з його слуг крадькома підібрався до Дагоберта II і вбив його ударом списа в око. Спадкоємця Дагоберт II незалишив, тому трон Австразії деякий час залишався порожнім. Країною керував мажордом Піпін Герістальський, поки після перемоги при Тертри в 687 році не посадив на трон Теодоріха III, короля Нейстрії.

## Родина
1. Дружина — Мехтільда
Діти:
- Адела
- Ротільда
- Рагнетруда
- Ірміна

2. Дружина — Гізела
Діти:
- Сігіберт (помер малим)

## Канонізація
Дагоберта II було канонізовано 10 вересня 872 року. Святого Дагоберта в римо-католицькій церкві шанують як покровителя вкрадених дітей, королів, сиріт, батьків великих родин.

## В літературі
Протягом XX ст. були опубліковані статті і книги, присвячені «Пріорату Сіону» — таємному товариству, начебто спадкоємцю ордена тамплієрів. Француз П'єр Плантар, який оголосив себе главою пріорату, називав себе прямим нащадком Дагоберта II по чоловічій лінії і на підтвердження цього підробив відповідний родовід.